# Barleria kitchingii
Barleria kitchingii är en akantusväxtart som beskrevs av John Gilbert Baker. Barleria kitchingii ingår i släktet Barleria och familjen akantusväxter. Inga underarter finns listade i Catalogue of Life.